# اندی کر (بازیکن فوتبال، زاده ۱۹۶۶)
اندی کر (انگلیسی: Andy Kerr؛ زادهٔ ۷ آوریل ۱۹۶۶) بازیکن فوتبال است.
از باشگاه‌هایی که در آن بازی کرده‌است می‌توان به باشگاه فوتبال کاردیف سیتی اشاره کرد.